# حصن صالحة
حصن صالحة أو قلعة صالحة هي قلعة تقع في بلدية القوسين في مقاطعة مالقة في إسبانيا. تقع القلعة، التي أصبحت الآن في حالة خراب، أمام وسط مدينة القوسين، على الجانب الآخر من النهر، على تلة لطيفة، على الطريق الملكي النصري التاريخي الذي يربط غرناطة بمالقة.
هذه إحدى أقدم بقايا التحصينات المعروفة. ويُعتقد أن الفينيقيين بناها، ثم أعاد العرب بناؤها فيما بعد. بنى العرب القلعة الحالية بحلقتها المزدوجة من الجدران، ووصلت إلى ازدهار بفضل تربية الماشية وزراعة الحبوب. غزاها الملكان الكثليَّان في سبتمبر 1485 وكان هذا التحصين بمقام «أسقفية سجن للمتمردين المغاربيين».

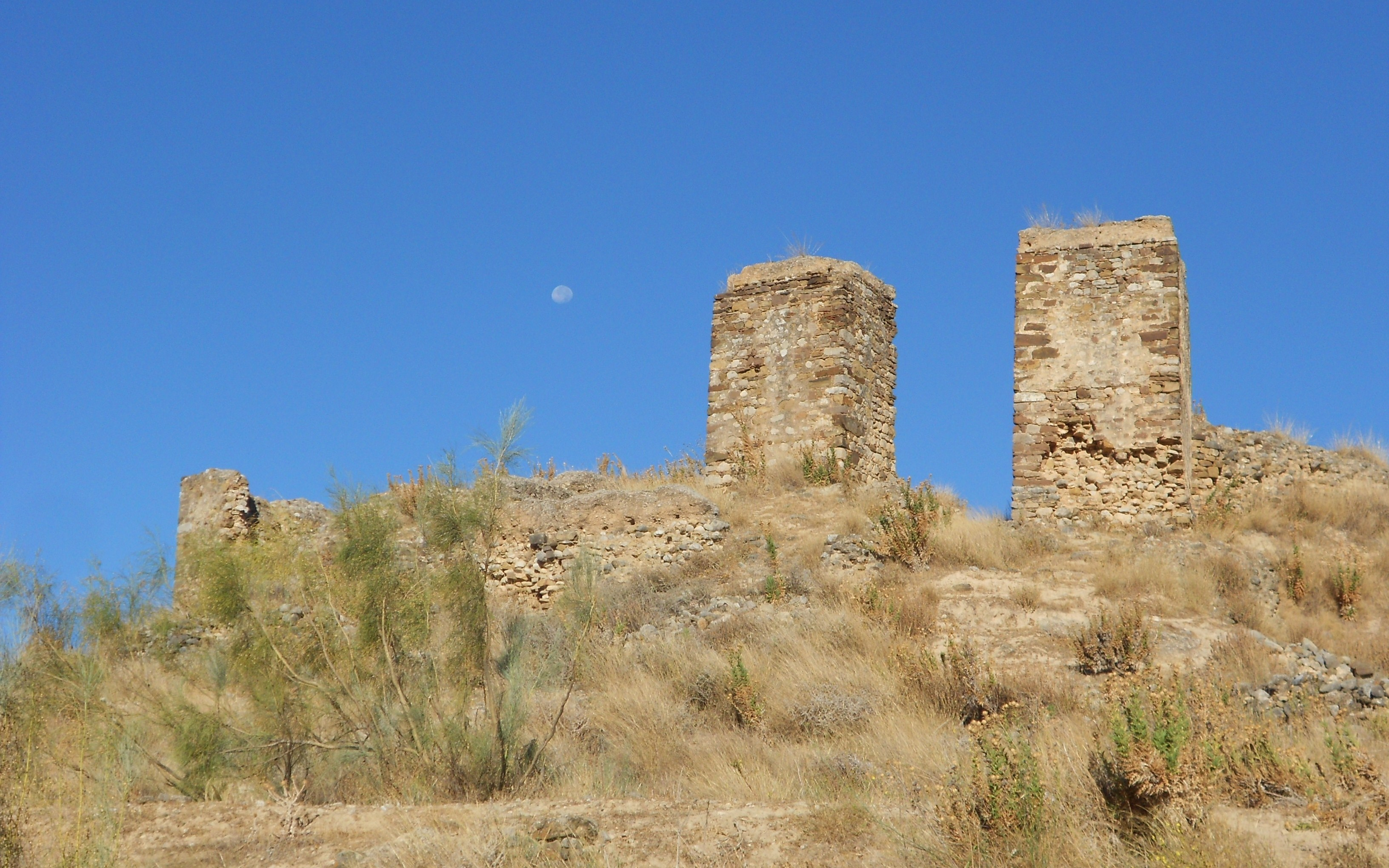
قلعة صالحة